# De kat van de rabbijn
De kat van de rabbijn (Frans: Le Chat du Rabbin) is een stripserie van de Frans scenarist en tekenaar Joann Sfar. 

## Verhaallijn
Het verhaal speelt zich af in het Algerije van de jaren dertig van de 20e eeuw. De kat van de rabbijn verorbert een papegaai en verwerft hierdoor spraakvermogen. Vanaf zijn eerste woorden ("ik heb de papegaai niet opgegeten") liegt de kat, waarop de rabbijn beslist dat de kat zijn leven moet beteren en de Thora moet bestuderen als ze nog met zijn dochter Zlabya wil omgaan.